# Enrique Jorrín
Pour les articles homonymes, voir Jorrin.
Enrique Jorrín est un violoniste né à Candelaria le 25 décembre 1926  et décédé à La Havane le 12 décembre 1987. Il a été membre de l'Orquesta Arcaño et de l Orquesta América . En 1954, il fonde son premier orchestre, qu'il entretient pendant de nombreuses années et avec lequel il se produit dans plus de 20 pays. Les chanteurs qui faisaient partie de son groupe comprenaient Tito Gómez dans les années 1970.

## Biographie
Il a étudié le violon au conservatoire de La Havane.
Il a joué dans l'Institut National de la Musique dirigé par Gonzalez MÁNTICI, puis en 1941 il rejoint la charanga des frères Contreras puis "Arcaño y sus Maravillas".
Comme les danseurs ont des difficultés avec les syncopes de la partie mambo du danzón nuevo ritmo, Enrique Jorrín crée des thèmes rythmiquement plus simples, en 2/4, dont La Engañadora en 1949, considéré comme le premier cha-cha-cha.
Il intègre ensuite la Orquesta America.
En 1954, Enrique Jorrín qui pense que le directeur de l'orchestre, Ninón Mondéjar est en train de lui dérober la paternité du cha-cha-cha forme son propre orchestre. Il engage son frère Jesús, violoniste, Miguel O'Farrill flûtiste, Tito Gómez, pour le chant et, peu après, Rudy Calzado.
Il part au Mexique jusqu'en 1959.